# Joseph Kerner
Pour les articles homonymes, voir Kerner.
Joseph Kerner, né le 16 mai 1946,, est un coureur cycliste français.

## Biographie
Sa carrière cycliste commence en 1962 et se termine en 1980. Ancienne membre de l'AS Carcassonne, il fut l'un des piliers de l'équipe de France amateurs dans les années 1970. Il participe notamment aux championnats du monde de 1973 et 1979.
Une fois retiré des compétitions, il devient jardinier.

## Palmarès
- 1968
  - Grand Prix Pierre-Pinel
- 1969
  - 9e étape de la Route de France
  - Une étape du Tour des Landes
  - 4e étape du Tour du Sud-Ouest
  - 3e du Tour des Landes
- 1970
  - Grand Prix de Châtel-Guyon
- 1971
  - Route du Vin
- 1972
  - Champion du Languedoc-Roussillon
  - Deux étapes du Tour de l'Aude
  - 2e du Circuit de la Chalosse
  - 2e de la Route du Vin
  - 3e du Tour de l'Aude
- 1973
  - Champion du Languedoc-Roussillon
  - Grand Prix de Puy-l'Évêque
  - Grand Prix des Fêtes de Cénac-et-Saint-Julien
  - Tour de Nouvelle-Calédonie
- 1974
  - 2e des Boucles du Tarn
  - 3e du Grand Prix d'Oradour-sur-Vayres
- 1975
  - Champion du Languedoc-Roussillon
  - 6e étape du Tour de Yougoslavie
  - 2e des Boucles du Tarn
  - 3e du Tour du Gévaudan
  - 3e du Tour du Roussillon
- 1977
  - Champion de Midi-Pyrénées
  - 2e du championnat de France des comités
- 1978
  - 2e du championnat de France des comités